# 余嘉勳
余嘉勳，CPM （1953年9月26日—），英国籍蘇格蘭裔香港學者，曾受聘為香港公務員，並一度出任荃灣政務專員，離任公務員後曾於香港理工大學任教。余在1975年加入港英政府任職警務督察，再於1982年轉職政務主任，曾在政務總署、布政司署及工業署等多個部門任職，官至首長級丙級政務官。他轉任政務主任後亦加入皇家香港輔助警察隊．擔任輔警至總警司，並獲頒殖民地警察勞績獎章。

## 早年生活
余嘉勳於1953年9月26日出生。他在邓迪大学修讀現代史及政治学，並於1975年取得文學碩士學位。

## 公務員生涯

### 早期生涯
余嘉勳於1975年大學畢業後，隨即在同年11月28日加入港英政府，於皇家香港警務處任職警務督察。他於1980年11月晉升為高級警務督察，但他在1982年1月改投政務主任職系，再以輔警身份加入皇家香港輔助警察繼續於警隊服務。
余轉任政務主任後隨即獲派至市政總署，擔任助理署長霍羅兆貞的副手，協助總署在策劃及拓展計劃上的工作及政策，至1983年7月卸任。他離開市政總署後，在1983年9月獲港府調派至政務總署，並隨即指派往大埔政務處任職。他在大埔政務處擔任政務專員陳鎮源的副手，主力支援大埔新市鎮及西貢北約的建設及規劃等工作。及後，他更曾在陳鎮源休假時，於1984年7月至9月署任政務專員。

### 布政司署

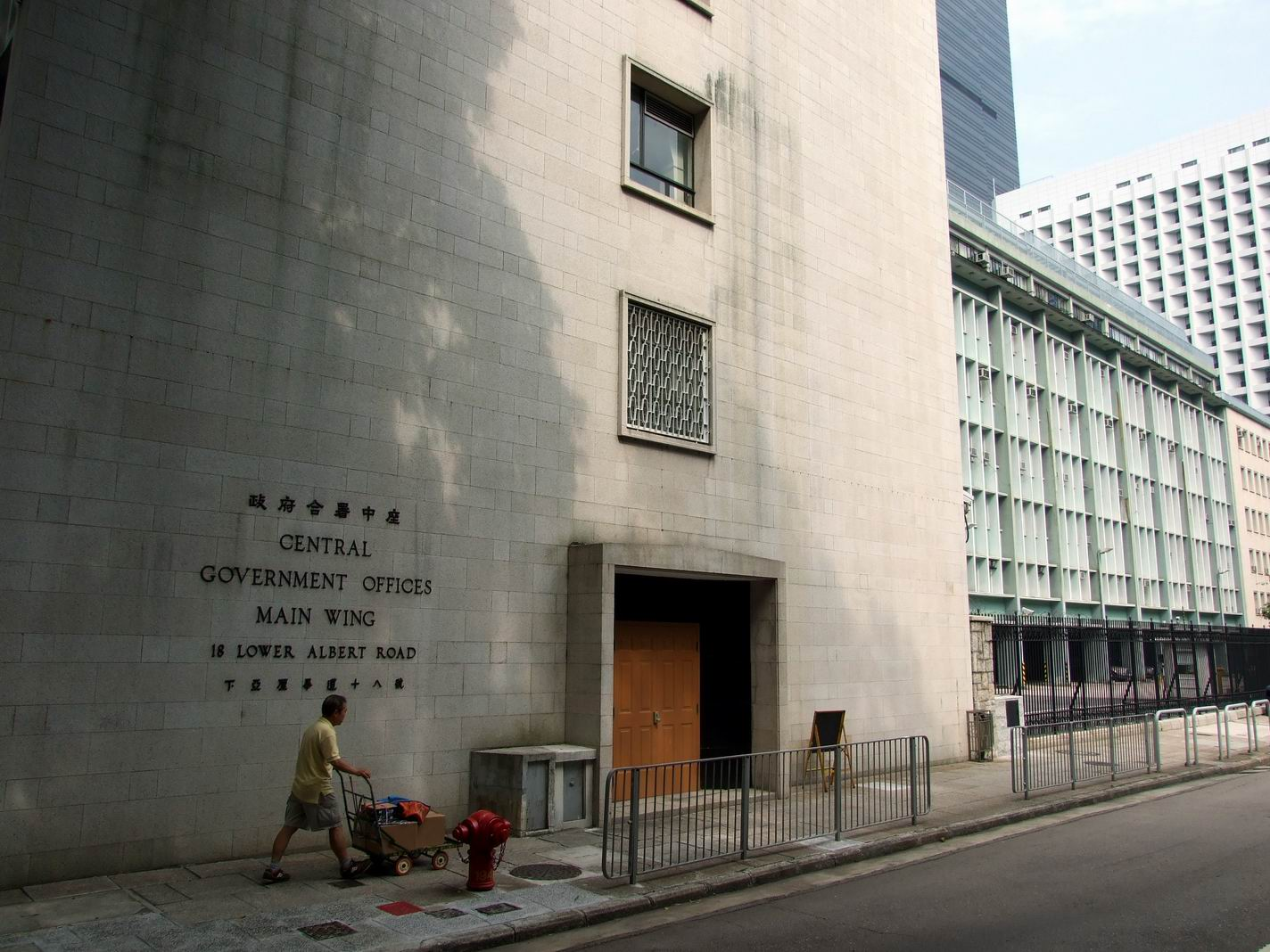
余嘉勳在1985年至1992年間於布政司署任職

余嘉勳在1985年2月獲調回布政司署，並在同年6月起於財政科出任助理財政司，負責港府的內務及資源管理工作。及後，他再於1986年7月調任至地政工務科擔任助理地政工務司，負責樓宇及土地註冊的政策事宜。他曾在1986年7月出席香港市政局討論中環街市重建計劃的特別會議。他在任內曾多次署任首席助理地政工務司，並在1988年4月晉升為高級政務主任，亦於同年8月升任首席助理地政工務司，改為處理市區重建政策，並負責協調港府與剛成立的土地發展公司的合作。不過，他在1989年6月隨即被調任至運輸科擔任首席助理運輸司，負責香港航運業、港口及海事政策和管理事宜。
及後，余獲伦敦商学院選為斯隆學人，他因此向港府申請自1991年8月起以停薪留職形式赴英進修。他在1992年從伦敦商学院取得倫敦大學理學碩士學位，並在同年7月下旬返港復職。他在返港後隨即被派至財政司辦公室，但很快就於同年9月1日離開布政司署。

### 首長級丙級政務官
余嘉勳在離開布政司署後，在1992年9月獲安排於工業署擔任助理署長，負責統籌基建設施的策略性支援工作。在1993年4月，他在工業署任職約半年多就躍升為首長級丙級政務官。及後，他曾多次與本地工業業界於政策措施上出現磨擦。位處大嶼山陰澳的數家木材企業在1993年4月入禀法院，控告港府以興建香港機場核心計劃及北大嶼山公路為由收回其廠地及牌照，嚴重損害企業的產權及香港木材業的利益；余在港府敗訴後與木材商會商討替代方案，以將他們搬遷至青山灣。隨後在同年6月，余將各區化工廠重置於屯門望后石的計劃又遭到屯門區議會抨擊，區議會指責計劃除了會造成污染外，區內的皇珠路對工程車輛亦不勝負荷；事件令遠在布鲁塞尔於化工業博覽會會議期間的余需隔空回應已仔細研究及規劃化工廠設址。
余在1996年3月17日接替周達明出任荃灣政務專員，並在同日獲奉為官守太平紳士。他在上任後隨即參與荃灣區議會的考察團，前往中國福建省會見習近平等當地官員，而他在任內亦如其他專員般參與區內包括仁濟醫院等的慈善團體及教育機構的典禮和活動。另外，荃灣區議會在他任內舉行成立15週年活動，余亦特別地就區議會的貢獻撰文以表謝意。他在1997年5月2日卸任專員，並由葉采芊接任。
然而，余因臨近中國對香港恢復行使主權而離開香港公務員系統並提早退休，而他亦同時辭任皇家香港輔助警察隊的職務。在他離任皇家輔助警隊前，職級為輔警總警司的他在1997年6月13日的1997年英女皇壽辰授勳名單中獲授予殖民地警察勞績獎章，以感謝其22年於警隊的傑出服務。

## 學術生涯

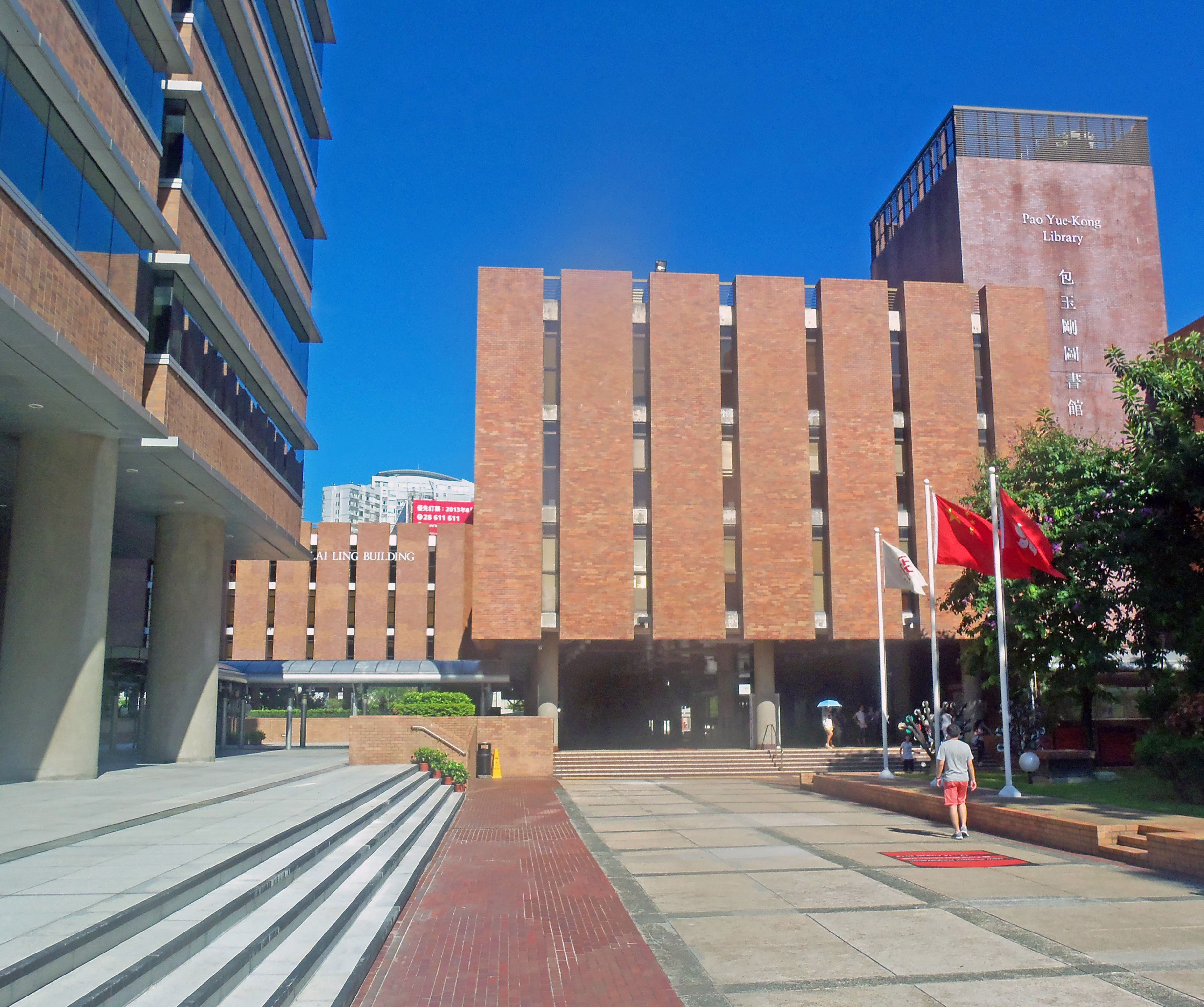
余嘉勳離任公務員後長期受聘於香港理工大學

余嘉勳及後從事學術研究，他先前往西澳大利亚州的莫道克大學並取得哲學博士學位，及後返港長期受聘於香港理工大學，先後擔任專任導師及客席助理教授。他的研究範圍為香港公共政策史和香港房屋及社會福利政策的淵源，並在2012年出版《香港殖民時期1918年至1958年的公共政策》一書。另外，他曾為香港歷史檔案大樓撰寫介紹文章並分享個人研究經驗，以吸引本地學生使用檔案館資源研究香港歷史。

## 個人生活
余嘉勳與同為政務主任的呂杏茜在1980年代結婚。蘇格蘭裔的余嘉勳對苏格兰历史和蘇格蘭鄉村舞有濃厚興趣，另外亦精於軍事史，與妻子均喜愛行山。余在2000年時擔任香港蘇格蘭會會長，雖然香港回歸後在港蘇格蘭人數量大減，但他仍堅持在紀念苏格兰的香港賽馬會聖安度挑戰碟頒獎前組織身穿蘇格蘭裙的男子风笛儀仗隊，亦與妻子頒獎予勝出馬匹及騎師。除此之外，他亦在香港少年領袖團中擔任義務董事，至2013年9月離任。

## 作品
- 《香港殖民時期1918年至1958年的公共政策》（Governors, Politics and the Colonial Office - Public Policy in Hong Kong, 1918–58，2012年）[26]

## 榮譽

### 勳銜
- 官守太平紳士（J.P.）（1996年3月17日－1997年5月2日）[14][15]

### 紀律部隊嘉獎
- 殖民地警察勞績獎章（C.P.M.）（1997年英女皇壽辰授勳名單（英语：1997 Birthday Honours）；1997年6月13日）[27]

### 頭銜
- 余嘉勳，JP（Gavin Munro Neville Ure, JP，1996年3月17日－1997年5月2日）[14][15]
- 余嘉勳，CPM（Gavin Munro Neville Ure, CPM，1997年6月13日－）[27]